# Hans Müller (Politiker, 1884)
Hans Müller (* 25. Juni 1884 in Trier; † 19. April 1961 in München) war ein deutscher Jurist, Verwaltungsbeamter, Richter und Politiker (CSU).

## Leben und Beruf
Müller nahm ein Studium der Rechts- und Finanzwissenschaften sowie der Nationalökonomie an den Universitäten in Bonn, Freiburg im Breisgau und München auf, das er mit beiden juristischen Staatsexamen sowie 1910 mit der Promotion zum Dr. jur. et rer. pol. beendete. Er trat 1911 als Gerichtsassessor in den Verwaltungsdienst ein, wurde 1912 Stadtassessor und war von 1913 bis 1918 als Regierungsassessor bei der preußischen Finanzverwaltung tätig. Von 1919 bis 1926 war er Leiter der Finanzämter in Mülheim an der Ruhr und Düsseldorf, von 1927 bis 1933 Präsident der Oberfinanzdirektion in Karlsruhe und von 1933 bis 1945 Reichsrichter beim Reichsfinanzhof. Nach dem Zweiten Weltkrieg setzte Müller seine Richterlaufbahn fort und fungierte von Mai 1951 bis Dezember 1954 als Präsident des Bundesfinanzhofes.
Müller war Mitglied des Katholischen Studentenvereins KStV Arminia Bonn im KV.

## Politik
Müller trat nach 1945 in die CSU ein und war von 1946 bis 1950 Mitglied des Landesvorstandes der Partei. Vom 22. Oktober 1945 bis zum 18. Dezember 1950 amtierte er als Staatsrat und Staatssekretär im Staatsministerium der Finanzen in den von Ministerpräsident Wilhelm Hoegner und Hans Ehard geführten Regierungen des Freistaates Bayern.